# Edmund Conen
Edmund Conen (10. listopadu 1914 – 5. března 1990) byl německý fotbalista, který hrál na pozici útočníka.

## Kariéra
Conen se narodil v německém Ürzigu. Hrál za FV 03 Saarbrücken, Stuttgarter Kickers, Mülhausen 93, HSV Groß Born a několik menších klubů. V roce 1934 byl osloven Werderem Brémy, ale místo toho, aby se k nim připojil, řekl DFB, že Werder rozdává hráčům finanční nabídky. V té době byl fotbal v Německu (oficiálně) ještě přísně amatérský a platby hráčům nebyly povoleny. Aféra skončila tím, že klub dostal pokutu a suspendaci některých funkcionářů, hráčů a manažera týmu.
Se čtyřmi góly na Mistrovství světa ve fotbale 1934 v Itálii byl Conen společně s domácím hráčem Angelem Schiaviem druhým nejlepším střelcem za Oldřichem Nejedlým z Československa, který dal pět gólů. Teprve 19letý německý mladík Conen se 27. května prosadil na druhém mistrovství světa ve fotbale třemi góly v prvním zápase turnaje proti Belgii. Zápas byl nerozhodný 2:2, než silný útočník v závěrečných 17 minutách třikrát skóroval a zařídil Němcům výhru 5:2 v italské Florencii. Tento úspěch vyrovnal až Gerd Müller na Mistrovství světa ve fotbale 1970 proti Peru. Němci nakonec získali bronzovou medaili výhrou 3:2 v play-off o třetí místo proti Rakousku.
V letech 1934 až 1942 odehrál za Německo 28 mezistátních utkání a vstřelil 27 gólů.
O dva roky později, když mu bylo 21 let, u Conenovu kariéru na tři a půl roku přerušila nemoc. Conen se ale nevzdával a 25. června 1939 se znovu probojoval do národního týmu. V tento den v Kodani proti Dánsku se Conen vrátil gólem při vítězství 2:0. Během druhé světové války v roce 1942 odehrál svůj poslední mezinárodní zápas. Německá reprezentace vyhrála tento zápas 5:3 v Budapešti proti Maďarsku. Conen a Fritz Walter si v týmu Seppa Herbergera vedli velmi dobře.
Po skončení války Conen pracoval jako trenér, v polovině padesátých let vedl Eintracht Braunschweig a Wuppertaler SV. Později trénoval Bayer Leverkusen a další týmy z Leverkusenu jako SV Schlebusch a BV Opladen. Conen zemřel na jaře 1990 v Leverkusenu, jen několik měsíců předtím, než Západní Německo vyhrálo svůj třetí titul na Mistrovství světa ve fotbale.

## Kariérní statistiky

### Klubové
| Klub                | Sezóna  | Liga     | Liga   | Liga |
| Klub                | Sezóna  | Divize   | Zápasy | Góly |
| ------------------- | ------- | -------- | ------ | ---- |
| Stuttgarter Kickers | 1945/46 | Oberliga | 16     | 8    |
| Stuttgarter Kickers | 1946/47 | Oberliga | 29     | 20   |
| Stuttgarter Kickers | 1947/48 | Oberliga | 35     | 18   |
| Stuttgarter Kickers | 1948/49 | Oberliga | 21     | 7    |
| Stuttgarter Kickers | 1949/50 | Oberliga | 24     | 4    |
| Celkově             | Celkově | Celkově  | 125    | 57   |

### Reprezentační
| Národní tým | Rok     | Zápasy | Góly |
| ----------- | ------- | ------ | ---- |
| Německo     | 1934    | 5      | 5    |
| Německo     | 1935    | 9      | 9    |
| Německo     | 1936    | 0      | 0    |
| Německo     | 1937    | 0      | 0    |
| Německo     | 1938    | 0      | 0    |
| Německo     | 1939    | 4      | 3    |
| Německo     | 1940    | 5      | 8    |
| Německo     | 1941    | 2      | 2    |
| Německo     | 1942    | 3      | 0    |
| Celkově     | Celkově | 28     | 27   |